# Anna di Braunschweig-Grubenhagen
Anna di Braunschweig-Grubenhagen (Monaco di Baviera, 1414 – 4 aprile 1474) è stata una nobile tedesca.

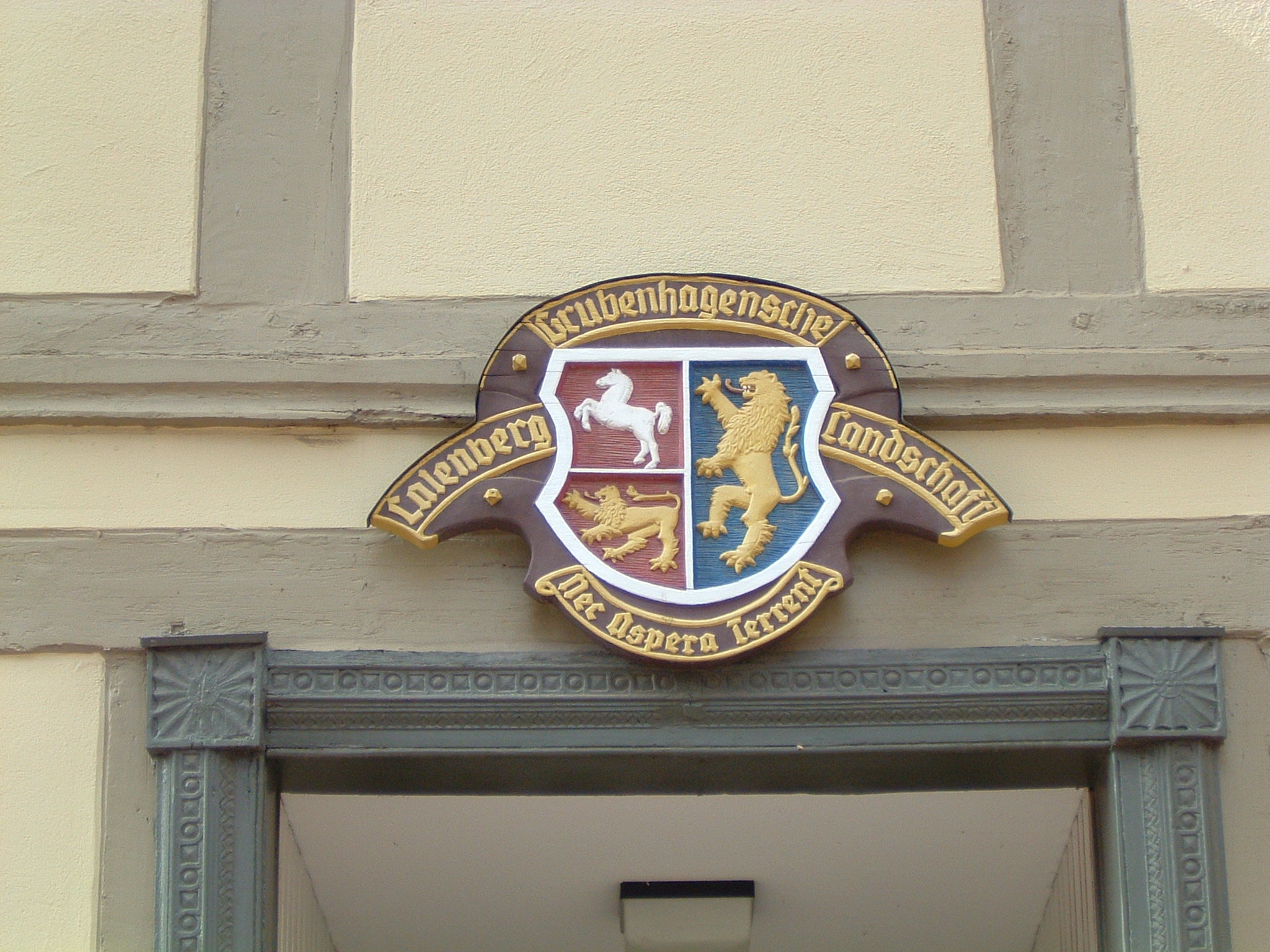
Stemma Caleneberg-Grubenhagen sulla facciata di una casa in Germania.

Era figlia del duca Erich I di Braunschweig-Grubenhagen e di sua moglie Elisabetta di Brunswick-Göttingen.

## Discendenza
Dal primo matrimonio di Anna con il duca Alberto III di Baviera nacquero i seguenti figli:
- Giovanni IV (1437-1463), duca di Baviera;
- Ernesto (1438-1460);
- Sigismondo (1439-1501);
- Alberto (1440-1445);
- Margherita (1442-1479), sposò nel 1463 il marchese di Mantova Federico I Gonzaga (1441-1484);
- Elisabetta (1443-1484), sposò nel 1460 con il principe elettore Ernesto di Sassonia (1441-1486);
- Alberto IV (1447-1508);
- Christoforo (1449–1483);
- Wolfgang (1451–1514);
- Barbara, suora in Monaco di Baviera.

Dopo la morte di Alberto, sposò il duca Federico III di Brunswick-Lüneburg, principe di Calenberg e Gottinga. Da questo matrimonio non nacquero figli. 

## Ascendenza
|                                     |                                  |                                     | Genitori                           |  |  | Nonni |  |  | Bisnonni                           |  |  | Trisnonni                      |  |
|                                     |                                  |                                     |                                    |  |  |       |  |  | Ernesto I di Brunswick-Grubenhagen |  |  | Enrico I di Brunswick-Lüneburg |  |
|                                     |                                  |                                     |                                    |  |  |       |  |  | Ernesto I di Brunswick-Grubenhagen |  |  | Enrico I di Brunswick-Lüneburg |  |
|                                     |                                  | Agnese di Meißen                    |                                    |  |  |       |  |  | Ernesto I di Brunswick-Grubenhagen |  |  |                                |  |
| Alberto I di Brunswick-Grubenhagen  |                                  |                                     |                                    |  |  |       |  |  | Ernesto I di Brunswick-Grubenhagen |  |  |                                |  |
|                                     |                                  | Adelaide di Everstein-Polle         | Enrico II di Eberstein             |  |  |       |  |  |                                    |  |  |                                |  |
|                                     |                                  | Adelaide di Everstein-Polle         | Enrico II di Eberstein             |  |  |       |  |  |                                    |  |  |                                |  |
|                                     |                                  | Adelaide di Everstein-Polle         | …                                  |  |  |       |  |  |                                    |  |  |                                |  |
| Erich I di Braunschweig-Grubenhagen |                                  | Adelaide di Everstein-Polle         |                                    |  |  |       |  |  |                                    |  |  |                                |  |
|                                     |                                  | Magnus II di Brunswick-Wolfenbüttel | Magnus I di Brunswick-Wolfenbüttel |  |  |       |  |  |                                    |  |  |                                |  |
|                                     |                                  | Magnus II di Brunswick-Wolfenbüttel | Magnus I di Brunswick-Wolfenbüttel |  |  |       |  |  |                                    |  |  |                                |  |
|                                     |                                  | Magnus II di Brunswick-Wolfenbüttel | Sofia di Brandeburgo               |  |  |       |  |  |                                    |  |  |                                |  |
| Agnese di Brunswick                 |                                  | Magnus II di Brunswick-Wolfenbüttel |                                    |  |  |       |  |  |                                    |  |  |                                |  |
|                                     |                                  | Caterina di Anhalt-Bernburg         | Bernardo III di Anhalt-Bernburg    |  |  |       |  |  |                                    |  |  |                                |  |
|                                     |                                  | Caterina di Anhalt-Bernburg         | Bernardo III di Anhalt-Bernburg    |  |  |       |  |  |                                    |  |  |                                |  |
|                                     |                                  | Caterina di Anhalt-Bernburg         | …                                  |  |  |       |  |  |                                    |  |  |                                |  |
| Anna di Braunschweig-Grubenhagen    |                                  | Caterina di Anhalt-Bernburg         |                                    |  |  |       |  |  |                                    |  |  |                                |  |
|                                     | Ernesto I di Brunswick-Göttingen | …                                   |                                    |  |  |       |  |  |                                    |  |  |                                |  |
|                                     | Ernesto I di Brunswick-Göttingen | …                                   |                                    |  |  |       |  |  |                                    |  |  |                                |  |
|                                     | Ernesto I di Brunswick-Göttingen | …                                   |                                    |  |  |       |  |  |                                    |  |  |                                |  |
| Ottone I di Brunswick-Göttingen     | Ernesto I di Brunswick-Göttingen |                                     |                                    |  |  |       |  |  |                                    |  |  |                                |  |
|                                     |                                  | Elisabetta d'Assia                  | …                                  |  |  |       |  |  |                                    |  |  |                                |  |
|                                     |                                  | Elisabetta d'Assia                  | …                                  |  |  |       |  |  |                                    |  |  |                                |  |
|                                     |                                  | Elisabetta d'Assia                  | …                                  |  |  |       |  |  |                                    |  |  |                                |  |
| Elisabetta di Brunswick-Göttingen   |                                  | Elisabetta d'Assia                  |                                    |  |  |       |  |  |                                    |  |  |                                |  |
|                                     |                                  | Guglielmo II di Berg                | Gerardo di Hengenbach              |  |  |       |  |  |                                    |  |  |                                |  |
|                                     |                                  | Guglielmo II di Berg                | Gerardo di Hengenbach              |  |  |       |  |  |                                    |  |  |                                |  |
|                                     |                                  | Guglielmo II di Berg                | Margherita di Ravensberg           |  |  |       |  |  |                                    |  |  |                                |  |
| Margherita di Berg                  |                                  | Guglielmo II di Berg                |                                    |  |  |       |  |  |                                    |  |  |                                |  |
|                                     |                                  | Anna del Palatinato                 | Roberto II del Palatinato          |  |  |       |  |  |                                    |  |  |                                |  |
|                                     |                                  | Anna del Palatinato                 | Roberto II del Palatinato          |  |  |       |  |  |                                    |  |  |                                |  |
|                                     |                                  | Anna del Palatinato                 | Beatrice d'Aragona                 |  |  |       |  |  |                                    |  |  |                                |  |
|                                     |                                  | Anna del Palatinato                 |                                    |  |  |       |  |  |                                    |  |  |                                |  |

| Controllo di autorità | VIAF (EN) 120797700 · CERL cnp01223350 · GND (DE) 141180404 |